# Klovaskär (söder om Örö, Kimitoön)
Klovaskär är en ö i Finland. Den ligger i Norra Östersjön eller Skärgårdshavet och i kommunen Kimitoön i landskapet Egentliga Finland, i den sydvästra delen av landet. Ön ligger omkring 75 kilometer söder om Åbo och omkring 150 kilometer väster om Helsingfors. 
Öns area är 2 hektar och dess största längd är 250 meter i nord-sydlig riktning.